# Cortona
Cortona (kor ' tona) es un municipio de Italia con 23 036 habitantes (2017), situado en la provincia de Arezzo, principal centro turístico y cultural de Val di Chiana aretina. La superficie de la zona municipal es la cuarta más grande en la Toscana (segunda si se exceptúan las capitales provinciales). Parte del antiguo Reino de Etruria, está situado en el sur de la provincia de Arezzo y al sudeste de la región de la Toscana, en la frontera con Umbría.

## Historia
La fundación de la ciudad se pierde en la noche de numerosas leyendas, de las cuales ya hay trazas en la época clásica. Tales leyendas fueron reelaborándose sobre todo a finales del Renacimiento bajo la dominación de Cosme I. Lo que no parece dudarse es que se trata de una ciudad fundada por los etruscos.

### Periodo etrusco
Entre los siglos VIII y VII a. C., Cortona se convirtió en un importante reinado etrusco. Probablemente, Cortona se convirtió en una ciudad muy potente debido a su estratégica ubicación, que permite un amplio control de territorios que fueron parte del reinado. Fueron construidas por los etruscos en el siglo IV a. C., las murallas que rodean la ciudad por cerca de tres millas, las tumbas nobles "melón" repartido por la ciudad y el adonato monumental altar funerario por esfinges, únicos en Italia. Cortona se encontró también una placa de bronce con una de las más largas inscripciones etruscas, la Tabula Cortonensis. En 310 a. C. muchas ciudades etruscas fueron objeto de Roma. Por lo que formó una alianza de Cortona con Roma, que sin embargo no fue respetado y que dará lugar a un violento enfrentamiento cerca del Trasimeno. En 450 d. C. los godos ocuparon Cortona, haciendo que cada vez más perder su fama.

### Edad Media
Las noticias de la alta edad Medieval en Cortona no son muy claras sobre el papel de la ciudad durante la expansión del cristianismo. De hecho, no fue posible determinar si Cortona ha sido prácticamente un obispado. Más tarde, se ha sometido a la curia de Arezzo.
Desde el siglo XIII, la ciudad es un municipio libre gobernado por un podestà, que aliados con Perugia para defenderse de los Aretini durante las luchas entre güelfos y gibelinos. El choque entre güelfos y gibelinos caracteriza la historia del siglo XIII de Cortona. En 1232, aliado con los florentinos, Cortona ocupan el rival de la ciudad. En 1258, Cortona, fue ocupada y saqueada por el ejército aretino, ayudado por los guelfi de Cortona. Tres años después los Gibelinos de Cortona reanudar la ciudad, gracias a la alianza estrecha con Siena.
En el siglo XIV, el papa Juan XXII decide conferir el carácter de una diócesis en Cortona, entiende la imposibilidad de convivencia con el obispo de Arezzo.
Entre 1325 y 1409 la ciudad fue una signoria gobernada por la familia Casali, a la que debemos el Palacio homónimo.
Señores de Cortona:
- Raniero I (1325-1351)
- Bartolomé I (1351-1363)
- Francisco I (1363-1375)
- Nicolás Juan (1375-1384)
- Uguccione Urbano (1384-1400)
- Francisco II (1400-1407)
- Luis Bautista (1407-1409)

### Desde elsigloXVaXX
En el siglo XV Cortona se convirtió en parte de la República de Florencia y se convierte en una ciudad importante desde el punto de vista militar como un bastión de su defensa, pero en 1509, tras un siglo de paz, termina en medio de la guerra entre el ejército Español y Florencia, sufriendo el ataque del Príncipe de Orange, Filiberto, a Cosme I, a continuación, Medici decidió construir en Cortona la fortaleza de Girifalco en 1549 y se convirtió en sede de una Capitanía.
En el siglo XVI en Cortona el renacimiento florentino florece en obras de arte de artistas Luca Signorelli y Pietro Berrettini y monumentos de arquitecto de Siena Francesco di Giorgio Martini.
En el siglo XVII, reemplazando la extinta dinastía de Medici logró el Habsburgo-Lorena, grandes duques de Florencia, que operará la recuperación masiva en los alrededores de Cortona con mejora de la infraestructura civil. En 1727, en la edad leopoldina, nace, gracias al trabajo de los hermanos (Marcello, Felipe y Ridolfino), la Academia Etrusca, un temprano centro de investigación de la civilización etrusca que, por su capacidad de innovación, llama la atención de los intelectuales en toda Europa, l'Academia de Cortona editando la edición italiana de obras de gran volumen como el diccionario enciclopédico de Diderot – como Voltaire y el gran historiador de arqueólogo de antiguas civilizaciones Winckelmann.
Posteriormente la ciudad de Cortona sufre la violencia nuevamente cuando las tropas de Napoleón intentaron ocuparla en 1799. Cortona, devuelta al Gran Ducado de Toscana, se rebelará a esto participando activamente en los movimientos de Risorgimento, terminando con el plebiscito de 1860, en el que establecen Cortona definitiva pertenecientes a una Italia unida.
En el siglo XX, la ciudad –que económicamente vive un momento de desarrollo ordenado, con la mecanización de las campañas y, al mismo tiempo, gracias a la mejor situación social y financiera, disfruta de la promoción de sus productos y la calidad de la carne de vacuno de la raza "chianina"– participa en dos guerras mundiales, pagando un alto tributo de sangre, con sus muchos caído. El 27 de junio de 1944 en el pueblo de Falzano, un grupo de soldados alemanes operado una feroz represalia ante el asesinato de dos Camerata Fascista(y heridas a un tercero) realizada el día anterior por los partisanos. Diez civiles fueron asesinados, algunos de ellos voladas con explosivos después de que se está encerrada en las ruinas de una casa incendiada el día antes. El teniente de la Wehrmacht Josef Sheungraber fue encontrado culpable de la masacre y posteriormente condenado a cadena perpetua por el Tribunal en Múnich con una sentencia emitida el 10 de agosto de 2009, 65 años después de la masacre; la sentenza alemana sigue el anteriormente emitido por el Tribunal militar de La Spezia en 2006. Cortona, milagrosamente salvado por el bombardeo, rompe el voto de su obispo, quien instruye el pintor Gino Severini en las estaciones de procesamiento de la Cruz en sinergia con contemporáneo Romualdo Jillian. Puestos de trabajo, expresión de la cultura de futuristas y cubistas durante la primera mitad del siglo, son visibles a lo largo de la carretera de porta Berarda para llegar al Santuario de la patrona, Santa Margherita.

## Fracciones
Las fracciones son: Adatti, Bocena, Borgonuovo, Camucia, Cantalena, Capezzine Centoia, Casale, Cegliolo, Chianacce, Cignano, Creti, Falzano, Farneta, Fasciano, Fossa del Lupo, Fratta, Fratticciola, Gabbiano, Mengaccini, Mercatale, Mezzavia, Monsigliolo, Montalla, Montanare, Montecchio, Novelle, Ossaia, Pergo, Pierle, Pietraia, Poggioni, Portole, Riccio, Ronzano, Ruffignano, San Donnino Val di Pierle, San Lorenzo Rinfrena, San Marco in Villa, San Pietro a Cegliolo, San Pietro a Dame, Santa Caterina, Sant’Andrea di Sorbello, Sant’Angelo, Seano, Sodo, Tavarnelle, Terontola, Teverina, Tornia, Torreone, Valecchie, Vallone.

## Demografía
| Gráfica de evolución demográfica de Cortona entre 1861 y 2001 |
|                                                               |
| Fuente ISTAT - elaboración gráfica de Wikipedia               |

## Lugares de interés
Entre los lugares de interés se encuentran el Duomo o catedral de Cortona, la iglesia de San Francesco y la de Santa Maria delle Grazie al Calcinaio, iglesia renacentista debida al genio del célebre arquitecto sienés Francesco di Giorgio Martini. Además, está el Palazzo Comunale y dos museos: el dell'Accademia Etrusca y el Diocesano.

## Ciudades hermanadas
- Château-Chinon (Francia)
- Krujë (Albania)
- San José de Los Remates (Nicaragua)
- Budapest (Hungría)
- Athens (Estados Unidos)